# Memories (film, 1914)
Pour les articles homonymes, voir Memories.
Memories est un film muet américain réalisé par Edward LeSaint et sorti en 1914.

## Fiche technique
- Réalisation : Edward LeSaint
- Scénario : Gladys P. Pullen
- Production : William Selig
- Société de production : Selig Polyscope Company
- Genre : Film dramatique, Film romantique
- Date de sortie : 
  - États-Unis : 20 février 1914

## Distribution
- Harold Lockwood : Clyde Lawrence
- Stella LeSaint : Marjorie Scott
- Guy Oliver : Professeur Scott
- Lillian Hayward : Mrs Scott
- Al W. Filson : le père du professeur Scott
- Lea Errol : la mère du professeur Scott
- Eugenie Besserer : Mary